# 艾森貝格 (圖林根州)
艾森贝格（德語：Eisenberg，發音：[ˈaɪzn̩ˌbɛʁk]）是德国图林根州萨勒-霍尔茨兰县的城市，也是萨勒-霍尔茨兰县的县治，面积24.67平方千米，2023年12月31日人口为11,196人。该市境內有個巴洛克风格的城堡教堂，由薩克森-艾森貝格公爵克里斯蒂安于1692年建造。